# تارسیر استودیو
تارسیر استودیو (انگلیسی: Tarsier Studios) شرکت بازی ویدئویی سوئدی است، که در سال ۲۰۰۴ تأسیس شد.